# Індонезійсько-польські відносини
Індонезія та Польща встановили дипломатичні відносини в 1955 р.  Індонезія має посольство у Варшаві, тоді як Польща має посольство у Джакарті. Окрім подібних червоно-білих прапорів, Індонезія та Польща поділяють подібний хід історії, переживаючи революції та війни за незалежність.  Обидві країни домовились про розширення двосторонніх відносин у сферах торгівлі, культури та освіти за допомогою таких програм, як проведення виставок мистецтва, пропонування програм обміну студентами та надання стипендій.

## Історія

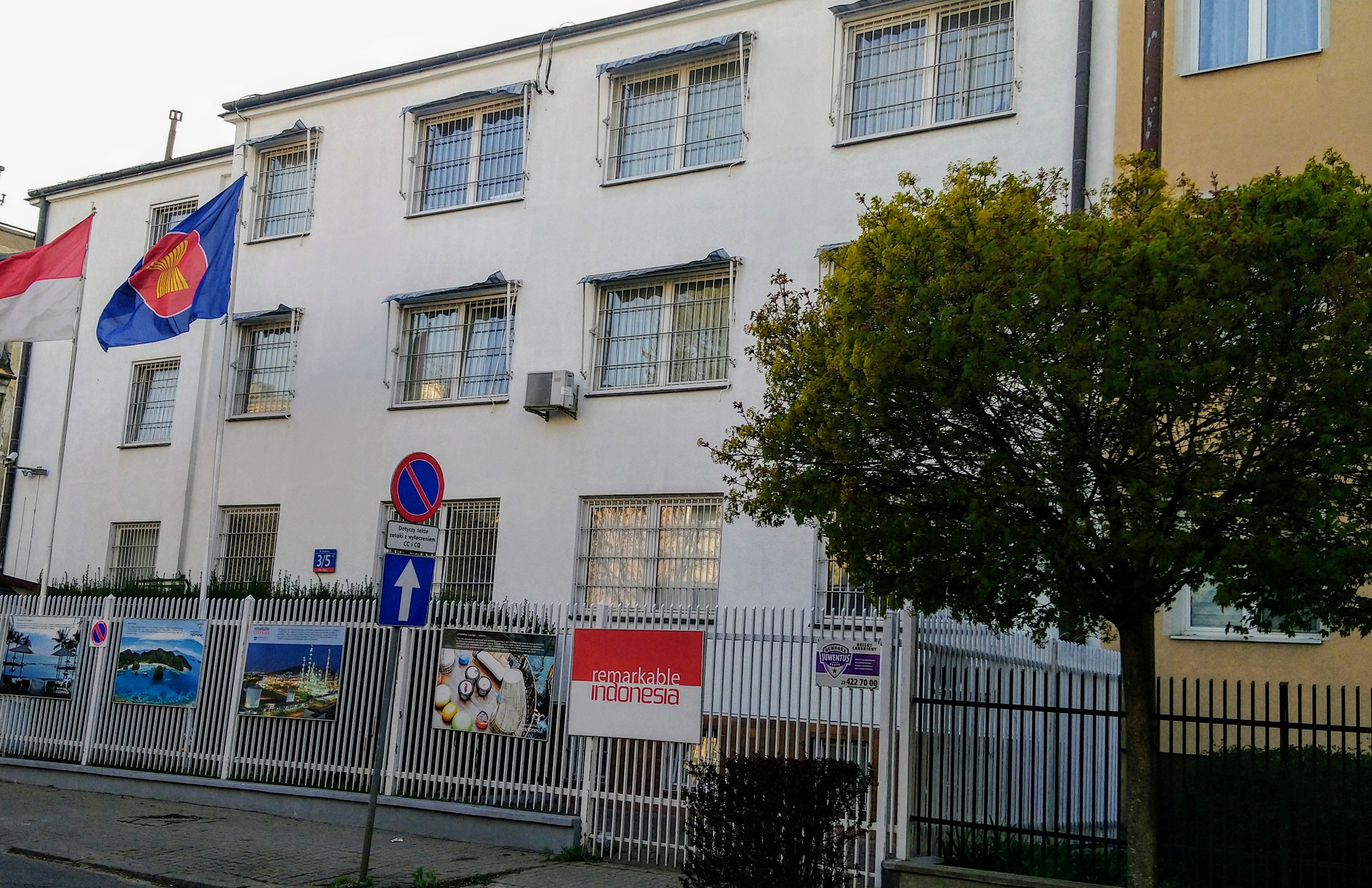
Посольство Індонезії у Варшаві

Історичні зв'язки між Польщею та Індонезією сягають колоніальної ери Нідерландської Ост-Індії. Близько 19 століття поляки почали мігрувати до Східної Індії. Колишній аеропорт Медана Полонія був названий на честь Польщі. Аеропорт був побудований на тютюновій плантації, яка колись належала барону Міхальському, польському іммігранту, який назвав свою садибу "Полонія", латинська назва Польщі. 

## Відвідування високого рівня
Першим візитом на високому рівні з Індонезії був візит президента Сукарно до Польщі в 1959 році, а потім через 44 роки його дочка президент Мегаваті Сукарнопутрі в 2003 році. Президент Сусіло Бамбанг Юдхойоно також здійснив державний візит до Польщі в 2013 році.  Тим часом першим президентом Польщі, який відвідав Індонезію, був президент Олександр Квашневський у 2004 році  а потім прем'єр-міністр Марек Белька у 2005 році. У січні 2013 року делегація польського парламенту на чолі з Кшиштофом Кловсовським відвідала своїх колег у парламенті Індонезії в Джакарті. 

## Торгівля та інвестиції
У 2011 році польський експорт в Індонезію становив 1,1 трлн рупій (121 млн. Доларів США), тоді як імпорт досяг 6,6 трлн. рупій (720 млн. Доларів США), що зробило сальдо торгового балансу на користь Індонезії.  Польща в основному продає в Індонезію техніку, військове обладнання та зброю, хімікати, купуючи в Індонезії вугілля, текстиль, дерев'яні меблі, сиру пальмову олію та сільськогосподарську продукцію. Зазвичай меблі індонезійського походження доробляють у Польщі та реекспортують на інші європейські ринки. 
Польські інвестиції в Індонезію в 1 кварталі 2012 року досягли 7 млн. Доларів США в електроніку та інтермодальні контейнери. Польські інвестиції у видобуток вугілля, меблі та сільське господарство показують цифру 155 мільйонів доларів США. 

## Дивитися також
- Зовнішні відносини Індонезії
- Зовнішні відносини Польщі

## Зовнішні посилання
- Посольство Республіки Індонезія у Варшаві, Польща [Архівовано 22 червня 2019 у Wayback Machine.]
- Посольство Польщі в Джакарті, Індонезія [Архівовано 5 лютого 2018 у Wayback Machine.]